# Franssenia malaysiae
Franssenia malaysiae är en tvåvingeart som beskrevs av Ronald Henry Lambert Disney 1989. Franssenia malaysiae ingår i släktet Franssenia och familjen puckelflugor. Inga underarter finns listade i Catalogue of Life.